# Samuli Mikkonen
Samuli Mikkonen (* 24. März 1973 in Jyväskylä) ist ein finnischer Jazzpianist und Komponist.

## Leben und Wirken
Mikkonen hatte ab dem siebenten Lebensjahr Klavier- und Violinunterricht. Er studierte an der Sibelius-Akademie und wurde Mitte der 1990er Jahre als Jazzmusiker in den Bands von Jari Perkiömäki, Jouni Järvelä und Mika Mylläri bekannt. 1996 gründete er mit dem Bassisten Ulf Krokfors und Mika Kallio das Samuli Mikkonen Trio. In dieser Besetzung nahm er 1998 sein Debütalbum Korpea kuunnellessa auf.  
Das Ensemble wurde 2001 um Sonny Heinilä zum Quartett erweitert; 2002 kamen Pepa Päivinen, Jorma Tapio und Juhani Aaltonen bzw. Pentti Lahti hinzu. Mit dieser Formation spielte Mikkonen 2003 das Album Samuli Mikkonen & 7 HENKEÄ ein, nach dem sich die Gruppe auch benannte. 2001 nahm Sakari Kukko mit dem Mikkonen-Trio das Album Virret - spirituals from the North auf; 2003 folgte eine weitere Produktion.
Ein weiteres Trio, das auf eine gemeinsame Konzerttournee durch Norwegen, Dänemark und Schweden 1998 zurückgeht, bildete Mikkonen mit Anders Jormin und Audun Kleive. Mit der Gruppe erschien 2000 das Album KOM Live. Beim Polarjazz - 2000 Festival in London trat er mit Kenny Wheeler, Jorma Ojanperä und Markku Ounaskari auf.
Mikkonen war bzw. ist außerdem Mitglied der Bands von Jouni Järvelä (seit 1993), Jari Perkiömäki (1995–98), Markus Ketola (1997–2001), Pekka Pylkkänen (seit 1999),  Esa Pietilä (1999–2001), Mikko Innanen (2001) und Lasse Lindgren (seit 2003). Im Trio mit Per Jørgensen und Markku Ounaskari veröffentlichte er 2010 bei ECM Records das Album Kuára: Psalms and Folk Songs.
Neben instrumentalen Jazzstücken komponierte Mikkonen auch elektroakustische bzw. Computermusik vorrangig für drei Gruppen: die aus seiner Heimatstadt stammende Band Wäinämoiset, die Jouni Järvelä Group und Pekka Pylkkänens Pekka´s Tube Factory, mit der er auch Tourneen nach China, Argentinien und Peru unternahm. 1999 komponierte er den elektroakustischen Sound für Mika Waltaris  Theaterstück Akhnaton, auringosta syntynyt.

## Kompositionen
- Kolme pientä kappaletta für Klarinette, Klavier und Vibraphon, 1994
- Horjahteleva maisema für Saxophonquartett, 1997
- Vehkeilijä für Flöte, Klavier, Kontrabass und Schlagzeug, 2001
- Taivasalla für Flöte, Alt- und Bassflöte oder zwei Violinen, Viola und Sopransaxophon, 2002
- Varjot horisontissa für Jazzensemble, 2002
- Port Rerehatwe für Altsaxophon und Bigband, 2002
- Hiiviskelijä für Solo-Altflöte, Oboe, Klarinette, Horn und Fagott, 2003
- Päijänne für Jazzensemble, 2003
- Sataa, taas für Solotrompete (oder Sopransaxophon) und Bigband, 2004
- Mundus Senescit für Streichquartett, 2004
- Enigma für Bläserensemble, Streicher und Schlagzeug, 2005